# Суміш (хімія)
Суміш — фізико-хімічна система, до складу якої входять дві або кілька хімічних сполук (компонентів).
У суміші вихідні речовини включені незмінними. При цьому нерідко вихідні речовини не можна вирізнити, тому що суміш виявляє інші фізичні властивості в порівнянні з кожною окремою чистою вихідною речовиною. При змішуванні, тим не менш, не виникає ніяка нова речовина.
Специфічні якості суміші, наприклад, щільність, температура кипіння або колір, залежать від співвідношення компонентів суміші (масове відношення).
Суміш двох металів, отримана шляхом змішування їх розплавів, називається сплавом. При механічному змішуванні говорять про конгломерати.
Колоїдні розчини знаходяться посередині між гомогенними і гетерогенними сумішами. У цих рідинах перемішані тверді частинки, кожна з яких складається з невеликого числа молекул. Тому така суміш поводить себе як розчин.
В залежності від фізичних властивостей суміші, що використовуються при розділенні суміші на чисті речовини, розрізняють різні методи розділення.

## Класифікація сумішей
Різні види сумішей можна класифікувати в 2 групи:
- Гетерогенні суміші повністю не змішані, у вигляді чистих речовин існують у чітко відмежованих фазах, тобто це багатофазні матеріали
- Гомогенні суміш — це на молекулярному рівні змішані чисті речовини, тобто це однофазні матеріали.

Гомогенні суміші діляться за агрегатним станом на три групи:
- Газові суміші;
- Розчини;
- Тверді розчини.

Гетерогенні суміші двох речовин можна розділити за агрегатним станам на наступні групи:
|                 | Тверді частинки | Краплі рідини     | Бульбашки газу       |
| У твердому тілі | Сплав           | Капілярна система | Тверда піна, порошок |
| У рідині        | Суспензія       | Емульсія          | Піна                 |
| У газі          | Аерозоль        | Туман             | Нестійкий            |

Мірою, що вказує частки речовин у суміші, є концентрація.

## Різниця між чистими речовинами і сумішами
Найпростішою така різниця є для газів. Чиста складна речовина (наприклад, вода), складається з одного типу молекул, а суміш газів — з декількох типів (наприклад, молекул кисню і водню). Суміш газів можна розділити фізичними методами (наприклад, дифузійним), а складну речовину — не можна.
Щодо рідких і твердих сумішей не завжди все очевидно.

## Розділення сумішей
Існують різні методи розділення сумішей. Для газів ці методи засновані на різниці у швидкостях або масах молекул речовин, що входять до суміші.
Основні способи виділення речовин з неоднорідної (гетерогенної) суміші:
- Відстоювання
- Фільтрування
- Дія магнітом

Основні способи виділення речовин з однорідної (гомогенної) суміші:
- Випарювання
- Кристалізація
- Дистиляція
- Хроматографія